# Ermschwerder Heegen
Der Ermschwerder Heegen ist eine in das untere Tal der Werra hineinragende Erhebung aus Muschelkalk im nordhessischen Werra-Meißner-Kreis. Er erstreckt sich über eine Höhenlage von 132 m bis 235 m und besteht aus einem bewaldeten Bereich, einem Feuchtgebiet, Kalkmagerrasen, Streuobstbeständen und landwirtschaftlich genutzten Flächen.
Die verschiedenen Biotope entstanden durch alte menschliche Nutzungsformen oder wurden durch sie geprägt. Sie sind Überbleibsel einer ehemaligen Kulturlandschaft, die durch den Wandel in der Land- und Forstwirtschaft immer seltener wird. Während auf den fruchtbaren Flächen Ackerbau betrieben wurde, nutzte man die mageren, oft kleinparzellierten Gebiete am Südhang als extensives Grünland oder zum Obstanbau. Einige Waldbereiche dienten früher offenbar als Hutefläche, die nach der Aufgabe als Waldweide zu Beginn der 1970er Jahre aufgeforstet wurden. Die traditionelle Bewirtschaftung dürfte jedoch die Nieder- oder Mittelwaldnutzung gewesen sein. Für den Wegebau im lokalen Bereich wurde der Muschelkalk des „Heegens“ in kleinen Steinbrüchen abgegraben. Davon zeugen ein offengelassener Steinbruch und ein noch in Betrieb befindlicher Bruch außerhalb des Schutzgebietes.
Wegen seines artenreichen Altholzbestandes und eines großen Sumpfbiotops mit dem Vorkommen seltener Pflanzen-, Insekten- und Vogelarten wurde der „Heegen“ im Dezember 1985 als Naturschutzgebiet ausgewiesen und später, mit gleichen Gebietsgrenzen und Erhaltungszielen, als Flora-Fauna-Habitat-Gebiet Teil des europäisch vernetzten Schutzgebietssystems „Natura 2000“.
Bekannt ist das Naturschutzgebiet für ein großes Vorkommen von Leberblümchen, deren Blüten im zeitigen Frühjahr stellenweise einen blauen Teppich auf dem Waldboden bilden. Die großflächige, geschlossene Hochstaudenflur am Hangfuß besitzt einen großen Bestand des gefährdeten Fluss-Greiskrautes und wurde in dem Standard-Datenbogen für besondere Schutzgebiete als die „bundesweit bedeutendste Ausprägung von Stromtalvegetation“ bewertet.

## Geografische Lage
Der „Heegen“ liegt im nordwestlichen Teil der Gemarkung des Ortsteils Ermschwerd der Stadt Witzenhausen. Mit einer Höhe von 235 m überragt er linksseitig das Werratal um rund einhundert Meter. Wie auch die benachbarten Erhebungen ist er eine Muschelkalkkuppe, die durch einen Grabenbruch, durch den heute auch die Werra fließt, unter das Niveau der umliegenden Buntsandsteinberge des Kaufunger Waldes und des Sandwaldes gesunken ist.
Das Schutzgebiet gehört zum „Geo-Naturpark Frau-Holle-Land“ und naturräumlich wird es dem „Witzenhausen-Hedemündener Werratal“ im „Unteren Werraland“ des „Osthessischen Berglands“ zugeordnet. Nach Süden geht der Bereich in die Teileinheit „Hinterer Kaufunger Wald“ des „Fulda-Werra-Berglandes“ über.

## Klima
Abgeschirmt durch die umgebenden Höhenzüge ist das untere Werratal relativ warm und trocken. Die klimatisch begünstigte Beckenlage fördert das Auftreten von wärmeliebenden Pflanzen und die weite Verbreitung des Kirschenanbaus. Die Jahresmitteltemperatur liegt zwischen 8,5 und 9 °C, das Tagesmittel der Lufttemperatur im Januar zwischen 0 und minus 1 °C. Die Anzahl der jährlichen Frosttage bewegt sich zwischen 80 und 100. Die mittleren Jahresniederschläge unterliegen mit 600 bis 700 mm beträchtlichen Schwankungen innerhalb des Tales.

## Unterschutzstellung

### Naturschutzgebiet
Mit Verordnung vom 6. Dezember 1985 der Bezirksdirektion für Forsten und Naturschutz beim Regierungspräsidium in Kassel wurde der „Heegen“ zum Naturschutzgebiet erklärt. Zweck der Unterschutzstellung war es, den artenreichen Altholzbestand mit seiner ausgeprägten Krautschicht und das Sumpfbiotop, „das durch das Vorkommen seltener und teilweise sehr seltener, in enger Lebensgemeinschaft miteinander verbundenen Pflanzen-, Insekten- und Vogelarten eine naturnahe Lebensstätte bildet“, zu erhalten. Das Schutzgebiet gliedert sich in eine Schutzzone I und eine Schutzzone II. Über die Musterverordnung hinaus ist in der Schutzzone II die landwirtschaftliche Bodennutzung im bisherigen Umfang und in der bisherigen Art gestattet. Der geschützte Bereich ist rund 37 Hektar groß; er hat die nationale Kennung 1636013 und den WDPA-Code 318371.

### Flora-Fauna-Habitat-Gebiet
Im Rahmen der Flora-Fauna-Habitat-Richtlinie wurde der „Heegen“ vom Land Hessen der EU-Kommission für das europaweite Netz besonderer Schutzgebiete Natura 2000 gemeldet. Natura 2000 hat die Förderung der biologischen Vielfalt zum Ziel und will einen günstigen Zustand der natürlichen Biotope bewahren oder wiederherzustellen. Zu den schützenswerten Lebensraumtypen (kurz: LRT) des „Heegens“, die als von gemeinschaftlichem Interesse gelten und für deren Erhaltung besondere Schutzgebiete ausgewiesen werden müssen, gehören „Naturnahe Kalktrockenrasen und deren Verbuschungsstadien“ (LRT 6210) sowie zwei Lebensraumtypen der Wälder: „Waldmeister-Buchenwald“ (LRT 9130) und „Orchideen-Kalk-Buchenwald“ (LRT 9150).
Mit ausschlaggebend für die Ausweisung zum FFH-Gebiet war auch das Vorkommen des Kammmolchs und des Schmetterlings Goldener Scheckenfalter. Sie sind nach dem Anhang II der FFH-Richtlinie stark gefährdete und streng geschützte Arten, für die ebenfalls besondere Schutzgebiete ausgewiesen werden müssen.
Die rechtliche Sicherung erfolgte im Januar 2008 mit der „Verordnung über Natura 2000-Gebiete in Hessen“. Das FFH-Gebiet, das die gleiche Größe und die gleichen Grenzen wie das Naturschutzgebiet besitzt, hat die Gebietsnummer 4624-301 und den WDPA-Code 555519941.

## Natur
Das geschützte Gebiet besteht aus einem Sumpf, einem Wald mit Altholzbeständen sowie Kalkmagerrasen, Streuobstwiesen, Grünland und Ackerflächen.

### Das Sumpfgebiet

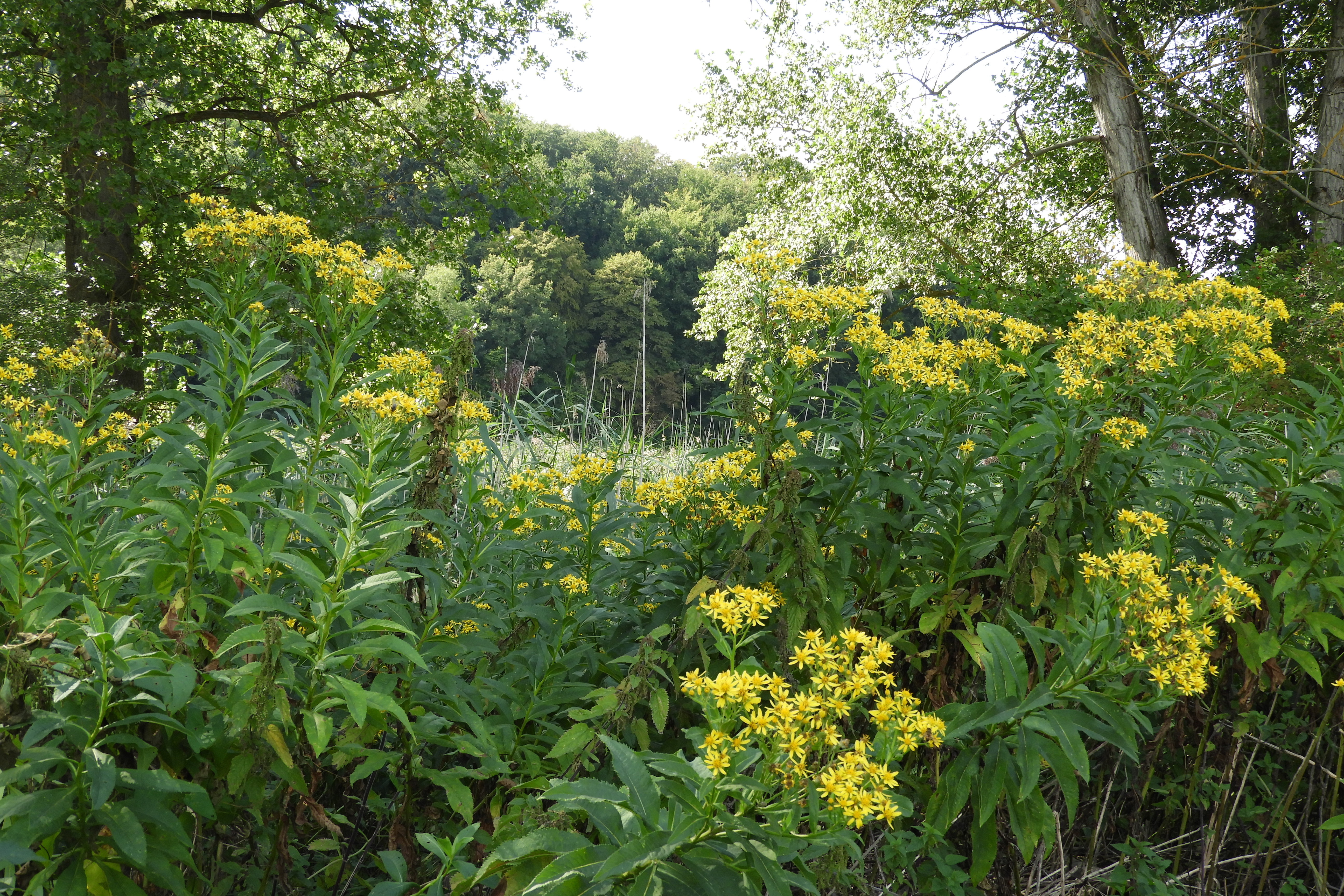
Von August bis September entfaltet das wärmeliebende Fluss-Greiskraut seine hellgelben Blüten in der Hochstaudenflur des Sumpfbiotops.

Nach dem Standard-Datenbogen für besondere Schutzgebiete, der im Mai 1998 erstellt und im Januar 2015 aktualisiert wurde, weist das rund drei Hektar große Feuchtbiotop einen außergewöhnlichen floristischen Reichtum auf. Das sogenannte „Franzosenried“ in der Talaue unterhalb des Muschelkalkrückens besitzt, so die Beschreibung, eine Quellflur mit der „bundesweit bedeutendsten Ausprägung einer Stromtalvegetation“ mit großen Beständen des Fluss-Greiskrautes und der Ufer-Segge. Besonders das recht seltene wärmeliebende Fluss-Greiskraut kommt nur noch innerhalb weniger naturnaher Abschnitte größerer Flussauen vor. In Deutschland gilt die Rote-Liste-Art bundesweit als „gefährdet“ und in manchen Bundesländern auch als „stark gefährdet“ oder „vom Aussterben bedroht“.
In dem nassen Lebensraum haben sich mit Schilfröhrichten, Feuchtbrachen und Hochstaudenfluren sowie von Ruderalpflanzen dominierte Vegetationsbestände verschiedene Biotoptypen entwickelt, in denen neben dem Fluss-Greiskraut Blütenpflanzen wie Sumpfdotterblumen, Mädesüß, Sumpf-Schwertlilie, Gilb- und Blutweiderich wachsen.
Der Sumpf mit den wenigen, kaum sichtbaren, dicht zugewachsenen Wasserflächen ist Brutgebiet für Teich- und Wasserralle, Rohrweihe, Goldammer, Teich- und Sumpfrohrsänger.
Bedeutsam ist das „Franzosenried“ auch wegen seiner sehr artenreichen Wirbellosen-Fauna. Seltene Käfer- und Sumpffliegenarten und andere Sumpfspezialisten leben hier in teilweise kopfstarken Populationen. In dem ganzjährig wasserführenden Schilfgebiet sowie den langsam verlandenden Teichen finden Amphibien ihren Lebensraum. Hier gilt als wertbestimmend aus naturschutzfachlicher Sicht das Vorkommen des Kammmolchs, einer nach Anhang II der FFH-Richtlinie streng geschützten Art. Allerdings, so wird vermutet, mit einem eher kleinen Bestand.
Insgesamt wurden in dem gesamten Schutzgebiet zwei Reptilien- und acht Amphibienarten nachgewiesen, unter ihnen Zauneidechse, Feuersalamander, Erdkröte, Grasfrosch, Kleiner Teichfrosch, Berg-, Teich- und Fadenmolch. Sie sind Rote-Listen-Arten, die als gefährdet gelten oder in Vorwarnlisten genannt werden.
Die Libellenfauna ist nach der Grunddatenerfassung mit 19 Arten vergleichsweise artenreich vertreten. Mit Gemeiner Winterlibelle, Kleiner Mosaikjungfer, Falkenlibelle, Großem- und Kleinem Granatauge sind auch einige gefährdete Arten der Röhrichte und Stillgewässer vorhanden.
Schon vor der Ausweisung pachtete die Hessische Gesellschaft für Ornithologie und Naturschutz (HGON) das rund drei Hektar große Schilfgebiet, um das Flurstück für den Natur- und Artenschutz zu sichern. Gleichzeitig hat die HGON ein ökologisches Gutachten erstellen lassen, das die Bedeutung des Sumpfes für das beantragte Ausweisungsverfahren zum Naturschutzgebiet bestätigte.

### Waldvegetation

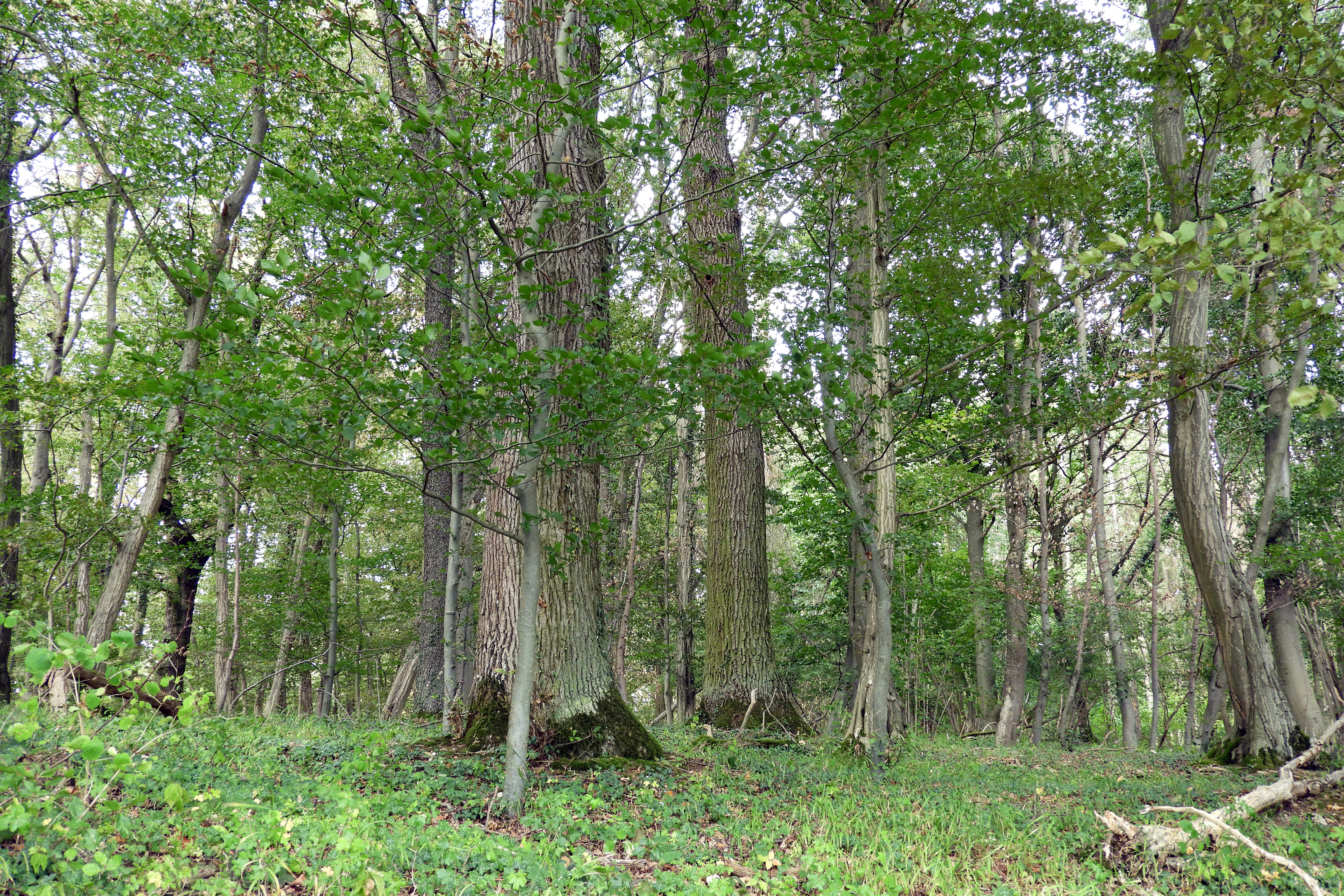
Ein artenreicher Wald, in dem Buchen, Eichen und Hainbuchen dominieren, nimmt den größten Teil des Gebiets ein.

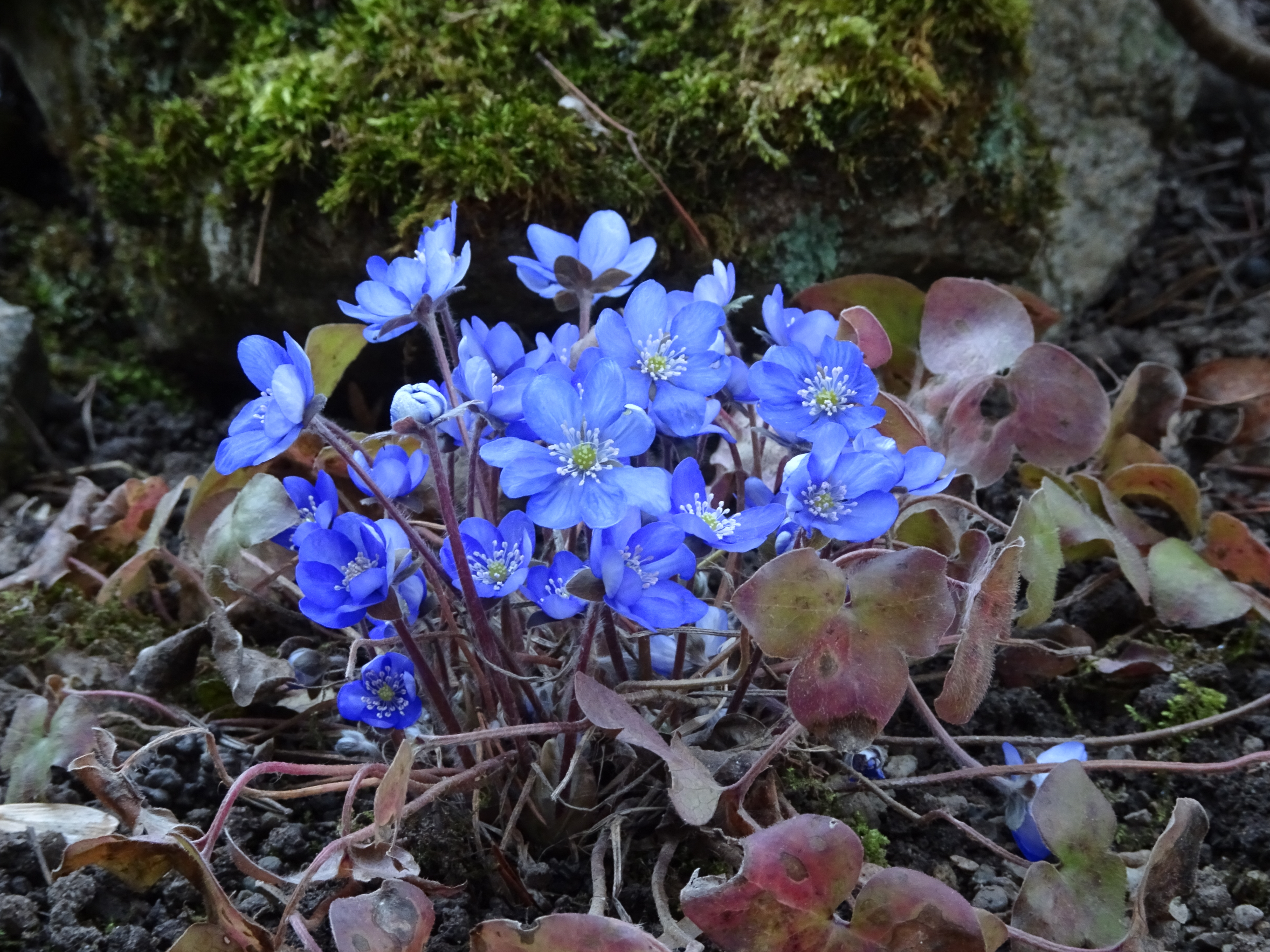
Im zeitigen Frühjahr färben die zahllosen Blüten der Leberblümchen den Waldboden blau ein.

Auf der Kuppe sowie an der West- und Nordflanke nimmt ein artenreicher Wald mit Buchen, Eichen und Hainbuchen den größten Teil des Gebiets ein. Ähnlich wie in anderen Teilen der Region war vermutlich früher ein Teil des „Heegens“ als Waldweide und Hute von großer Bedeutung. Die vorherrschende Nutzungsart der Waldflächen dürfte jedoch die traditionelle Niederwaldwirtschaft gewesen sein, deren Strukturen noch in Eichen-Hainbuchen-Bereichen zu erkennen sind.
Der Waldboden weist eine reiche Krautschicht auf. Auf den kalkreichen Standorten wachsen charakteristische, seltene und bedrohte Pflanzenarten. Besonders das Leberblümchen, das zur Blume des Jahres 2013 ausgewählt wurde, um auf die Gefährdung dieser Art aufmerksam zu machen, kommt hier überall vor und gedeiht in großer Anzahl. Gemeine Akelei, Rotes- und Weißes Waldvöglein, Fliegen-Ragwurz, Stattliches und Purpur-Knabenkraut, Großes Zweiblatt, Vogel-Nestwurz, Braunrote Stendelwurz, Weiße Braunelle und Grünliche Waldhyazinthe sind weitere floristische Kostbarkeiten des Schutzgebiets.
In den Wäldern des „Heegens“ sind Hohltaube, Grau- und Schwarzspecht heimisch. Die vogelreichen Gehölze am Hangfuß sind Jagdgebiet vom Sperber und Brutplatz vom Neuntöter.

### Offenland

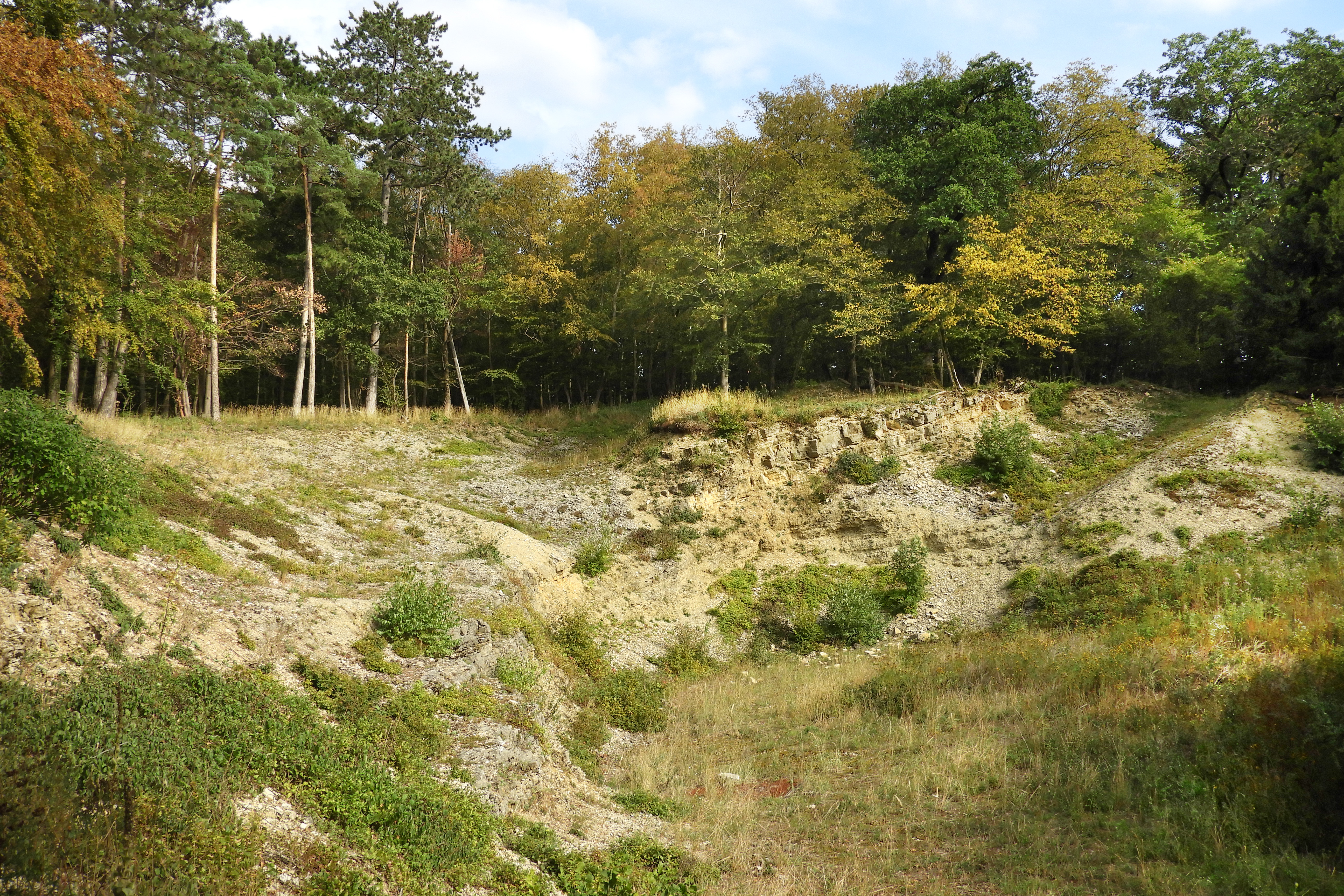
Aufgelassener Muschelkalksteinbruch im östlichen Bereich.

Die Wiesenflächen des „Heegens“ befinden sich im Bereich des Südhangs. Die oft kleinen Parzellen wurden früher als extensives Grünland oder zum Obstanbau genutzt. Das bildete eine grenzlinienreiche Kulturlandschaft aus, deren Reste heute noch vorhanden sind. Schon über Jahre hinweg werden sie nicht mehr regelmäßig genutzt, was eine starke Verbuschung vieler Flächen zur Folge hatte. Die Magerrasen in diesem Bereich werden pflanzensoziologisch dem Mesobromion-Verband zugeordnet. Es wird vermutet, dass sie überwiegend durch Sukzession aus dem „Enzian-Schillergras-Rasen“ hervorgegangen sind, dem regional auf nährstoffarmen, oft steinigen Kalkböden am weitesten verbreiteten Magerrasentyp. Regelmäßig auftretende charakteristische Arten sind Kamm-Schmiele, Stängellose Kratzdistel, Golddistel Skabiosen-Flockenblume, Aufrechte Trespe, Frühlings-Fingerkraut und Kleiner Wiesenknopf. Als problematisch angesehen wird, dass sich zunehmend Gebüsche wie der Rote Hartriegel und der Schlehdorn ausbreiten. Es sind Arten, die sich durch Stockausschläge regenerieren und vegetativ vermehren können.
Eine Vielzahl von Schmetterlingen nutzt das enge räumliche Nebeneinander von Grünland- und Gehölzvegetation und das Blütenangebot, das in der gesamten Vegetationsperiode zur Verfügung steht. Das Mosaik aus verschiedenen Nutzungsstrukturen hat wesentlich zur Herausbildung einer bedeutenden Tagfaltergemeinschaft beigetragen. Mit mehr als fünfzig nachgewiesenen Falter- und Widderchenarten nimmt das Naturschutzgebiet eine Spitzenstellung in dem Landkreis ein. Zwar dominieren in weiten Teilen relativ anspruchslose Falterarten, aber der „Heegen“ beherbergt auch eine Population der FFH-Anhang II-Art „Goldener Scheckenfalter“. Aufgrund des allgemeinen Rückgangs und der nur noch wenigen verbliebenen Vorkommen dieser seltenen Schmetterlingsart in Hessen wird das als bedeutsam angesehen.
Mit Dunklem Dickkopffalter, Kommafalter, Mattscheckigem Braun-Dickkopffalter, Goldener Acht, Senfweißling, Frühlingsscheckenfalter, Kreuzdorn-Zipfelfalter, Thymian-Ameisenbläuling, Silbergrünem Bläuling, Geißklee-Bläuling, Schwefelvögelchen, Kleinem Eisvogel, Großem und Feurigem Perlmuttfalter,  Ehrenpreis-Scheckenfalter, Thymian-, Esparsetten- und Kleinem Fünffleck-Widderchen treten Arten auf, die nach den „Roten Listen“ Deutschlands und Hessens als gefährdet oder stark gefährdet gelten.

## Entwicklungsziele
Vorrangiges Ziel für das Sumpfgebiet ist der Schutz der besonnten, krautreichen Stillgewässer als zentrale Lebensraumkomplexe der Kammmolche. Weitere Teiche sollen, da Fische den Laich fressen, durch die Entfernung des Fischbesatzes zu geeigneten Reproduktionsgewässern werden.
Die Sicherung ausreichend hoher Wasserbestände, die Unterbindung der Eutrophierung (Anreicherung von Nährstoffen) und die allmähliche Umwandlung der Pappelkulturen in einen standortgemäßen Schwarzerlen-Eschenwald gelten als die drängenden Aufgaben in diesem Naturschutzgebiet.
Leitbild für die Waldflächen des „Heegens“ ist die Erhaltung der naturnahen und strukturreichen Bestände, in denen typische Baumarten in allen Entwicklungsstufen und Altersphasen vorhanden sind. Die Vorkommen des Totholzes und der Höhlenbäume sind wieder zu erhöhen, um der Vielfalt von Tier- und Pflanzenarten Fortpflanzungs- und Ruhestätten zu bieten.
Durch Entbuschungsmaßnahmen und einer extensiven Beweidung mit Schafen soll der Offenlandcharakter der Halbtrockenrasen auch in Zukunft erhalten werden. Auch die blütenreichen Säume sind auf kontinuierliche Pflege angewiesen, um Insekten, Vögeln und Kleinlebewesen attraktive Refugialräume zu bieten. Die Förderung von Beständen der Tauben-Skabiose und des Breitblättrigen Thymians, den Futterpflanzen für „Goldenen Scheckenfalter“ und „Thymian-Ameisenbläuling“, hat zum Ziel, stabile Populationen der streng geschützten Schmetterlingsarten zu sichern. Von einer höheren Strukturvielfalt sollen auch das Artenspektrum an Tagfaltern und andere Tierarten profitieren.

## Touristische Erschließung
Die Kuppe des „Heegens“ bietet markante Aussichtspunkte, die auf Forst- und Wirtschaftswegen erreicht werden können.